# Recklinghäuser Zeitung
Die Recklinghäuser Zeitung ist eine im Kreis Recklinghausen erscheinende Tageszeitung. Sie wird von dem in Marl ansässigen Medienhaus Bauer KG in sechs eigenen Lokalausgaben mit identischem Mantelteil unter ortsbezogenen Namen (siehe Lokalausgaben) herausgegeben.
Die Recklinghäuser Zeitung ist die führende Tageszeitung in ihrem Verbreitungsgebiet. Die verkaufte Auflage beträgt 32.242 Exemplare, ein Minus von 56,7 Prozent seit 1998. In der Vergangenheit stand sie in starker Konkurrenz zur Westdeutschen Allgemeinen Zeitung (WAZ). Dies änderte sich jedoch, als der WAZ-Konzern 2006 beschloss, seine Lokalredaktionen in Datteln, Waltrop, Oer-Erkenschwick, Haltern, Herten und Marl zu schließen.
Die Redaktion der Recklinghäuser Zeitung produziert unabhängig die regionalen und überregionalen Seiten, kooperiert jedoch im Vertrieb mit den Ruhr Nachrichten und inzwischen redaktionell auf lokaler Ebene auch mit der WAZ. Die Zeitung erscheint im Rheinischen Format.

## Geschichte
Der Vorläufer der Recklinghäuser Zeitung wurde 1831 von der Familie Bauer als Wochenblatt für den Kreis Recklinghausen gegründet. Vom Ende des 19. Jahrhunderts an erschien die Zeitung täglich und änderte damit ihren Titel, den sie noch heute trägt.
Während der Ruhrbesetzung von 1923 bis 1925 verboten die französischen Militärbehörden viermal das Erscheinen der Zeitung. Der Verleger August Bauer wurde für einen Monat inhaftiert, weil er sich geweigert hatte, eine Bekanntmachung zum Tode zweier französischer Offiziere in Buer abzudrucken.
In der Zeit des Nationalsozialismus konnte die Zeitung weiter erscheinen, musste 1943 allerdings zur Hälfte verkauft werden. Nach dem Ende des Zweiten Weltkriegs und der Aufhebung des Zeitungsverbots der Alliierten konnte die Zeitung im November 1949 wieder herausgegeben werden. In den 1950er und 1960er Jahren baute der Verlag nach und nach die heutigen Lokalausgaben auf und konnte die Auflage deutlich steigern. Der Bauer-Verlag zog 1974 von Recklinghausen nach Marl. Seit 1976 ist das Medienhaus Lensing als Verlag der Ruhr Nachrichten mit 40 Prozent am Verlag J. Bauer KG beteiligt. Kurz nach Bekanntgabe dieses Einstiegs kündigte Ruhr-Nachrichten-Verleger Florian Lensing-Wolff an, seine Lokalredaktionen in Datteln, Waltrop und Recklinghausen zu schließen.
Nach der Schließung von WAZ-Lokalredaktionen im Verbreitungsgebiet Recklinghausen zum Jahresende 2006 verlor die WAZ hier ein Drittel ihrer Auflage. Im selben Zeitraum ging die Auflage der Recklinghäuser Zeitung nur leicht zurück (3,7 Prozent) und konnte im Jahr 2009 sogar zulegen. In bestimmten Verbreitungsgebieten erreicht die Zeitung Marktanteile zwischen 80 und über 90 Prozent.

## Auflage
Die Recklinghäuser Zeitung hat in den vergangenen Jahren erheblich an Auflage eingebüßt. Die verkaufte Auflage ist in den vergangenen 10 Jahren um durchschnittlich 4,8 % pro Jahr gesunken. Im vergangenen Jahr hat sie um 7,2 % abgenommen. Sie beträgt gegenwärtig 32.242 Exemplare. Der Anteil der Abonnements an der verkauften Auflage liegt bei 93 Prozent.
| 1998  | 1999  | 2000  | 2001  | 2002  | 2003  | 2004  | 2005  | 2006  | 2007  | 2008  | 2009  | 2010  | 2011  | 2012  | 2013  | 2014  | 2015  | 2016  | 2017  | 2018  | 2019  | 2020  | 2021  | 2022  | 2023  | 2024  |
| ----- | ----- | ----- | ----- | ----- | ----- | ----- | ----- | ----- | ----- | ----- | ----- | ----- | ----- | ----- | ----- | ----- | ----- | ----- | ----- | ----- | ----- | ----- | ----- | ----- | ----- | ----- |
| 74526 | 73456 | 72101 | 71064 | 70080 | 69081 | 67591 | 66025 | 65753 | 66094 | 64962 | 63603 | 62191 | 60423 | 58727 | 56929 | 55046 | 52999 | 50829 | 48177 | 45568 | 45726 | 44519 | 42254 | 39232 | 36119 | 33520 |

## Lokalausgaben
Die Recklinghäuser Zeitung verfügt in jeder Stadt ihres Verbreitungsgebiets über eine Lokalredaktion und hat einzelne Ausgaben (Kopfblätter) mit ortsbezogenen Titeln:
| Bezeichnung der Ausgabe | Erscheinungsort  | Auflage | Einwohner pro Zeitung (2015) |
| ----------------------- | ---------------- | ------- | ---------------------------- |
| Recklinghäuser Zeitung  | Recklinghausen   | 21.608  | 5,3                          |
| Dattelner Morgenpost    | Datteln          | 3306    | 6,8                          |
| Hertener Allgemeine     | Herten           | 5245    | 7,7                          |
| Marler Zeitung          | Marl             | 7166    | 7,7                          |
| Stimberg Zeitung        | Oer-Erkenschwick | 2457    | 7,9                          |
| Waltroper Zeitung       | Waltrop          | 3035    | 6,6                          |

Die letzte Spalte zeigt, dass die Zeitung in der Kreisstadt signifikant häufiger gelesen wird als in den anderen Städten des Verbreitungsgebiets. In den beiden Städten Datteln und Waltrop werden rund 80 % dieser Quote erreicht, während sich in den unmittelbaren Nachbarstädten Herten, Marl und Oer-Erkenschwick nur etwa zwei Drittel der Quote Recklinghausens ergeben.

## Buersche Zeitung
Zum Besitz der Familie Bauer (und damit zum RZ-„Verbund“) gehörte auch die in den 1980er Jahren von Heinz Klöckner (* 1916 in Hamburg) und seiner Annemie Klöckner-Bauer, geborene Bauer (* 1925 in Recklinghausen), verlegte Buersche Zeitung in Buer, der traditionell vestischen Nordhälfte von Gelsenkirchen.
Ende September 2006 erschien die letzte Stadtteil-bezogene Zeitung in NRW, deren Auflage zuletzt bei rund 7200 Exemplaren gelegen hatte, kurz vor ihrem 125-jährigen Bestehen zum letzten Mal. Gelsenkirchen wurde dadurch zum Einzeitungskreis, die WAZ hat nunmehr das Monopol als Lokalgazette. In einer Teilauflage der Hertener Allgemeinen (Hertener Lokalausgabe der Recklinghäuser Zeitung mit identischem Mantelteil) erscheint – maximal – eine Seite mit buerschen Themen; ferner besteht unter dem Namen HALLO BUER! ein kostenloses Monatsperiodikum auf Zeitungspapier im Tabloid-Format.
Kurt Bauer begründete die Einstellung mit einem „schleichenden Exodus“ bei Auflage und Werbeeinnahmen.
Sämtliche Hinweise auf ihre Existenz sind im örtlichen Straßenbild verschwunden; lediglich die Umschrift der
Butterwiegen-Plastik neben der Urbanuskirche verrät, dass diese 1981 anlässlich des 100-Jahr-Jubiläums von der BZ gestiftet wurde.

## Weitere Verlagsangebote
Der Verlag besitzt Mehrheitsanteile am Lokalradio Radio Vest.
Im Verbreitungsgebiet der Recklinghäuser Zeitung gibt der Verlag wöchentlich auch das Anzeigenblatt Vest im Blick mit einer Auflage von 110.000 Exemplaren heraus.
Seit dem 22. Mai 2010 lag den sechs Lokalausgaben der Recklinghäuser Zeitung das Magazin „Vestimmo“ bei, mit Artikeln zum Thema Wohnen im Kreis Recklinghausen und mit einigen Immobilienanzeigen. Es erschien samstags in einer Auflage von bis zu 75.000 Exemplaren. Mittlerweile (2025) ist dieses Angebot eingestellt.
Am vorhergehenden Tag ist die Prisma beigelegt.